# Cascate Kakabeka
Kakabeka Falls sono due cascate parallele del fiume Kaministiquia site oltre il villaggio omonimo nel territorio comunale di Oliver Paipoonge nella provincia canadese dell'Ontario a ovest della città di Thunder Bay.
Le cascate hanno un salto di 40 m, che entra in una gola scavata nello scudo canadese da acqua di disgelo dell'ultimo massimo glaciale. Le cascate, a causa delle loro dimensioni e della facilità di accesso, hanno preso il soprannome di "Niagara del Nord".
Le rocce di fronte alle cascate e la scarpata lungo la gola sono composte principalmente da scisto instabile e sono soggette a erosione. Queste rocce ospitano una flora delicata e contengono alcuni dei più antichi fossili esistenti, aventi un'età di 1,6 miliardi di anni. A causa della fragilità della roccia, è vietato entrare nella gola.
Il nome "Kakabeka" proviene dalla parola Ojibwe gakaabikaa "cascata su un dirupo". Le cascate sono alimentate dal fiume Kaministiquia e si trovano oltre il villaggio di Kakabeka Falls nel comune di Oliver Paipoonge, Ontario, a trenta chilometri ad ovest della città di Thunder Bay.

## Kakabeka Falls nell'arte
Il dipinto più famoso delle cascate, realizzato da Lucius Richard O'Brien nel 1882, si trova presso la National Gallery of Canada.
Frances Anne Hopkins, i cui dipinti storici sono ben noti per i suoi "ritratti" della vita del Canada, rappresentano il trasporto intorno alle cascate nel 1877. Il suo quadro, The Red River Expedition at Kakabeka Falls, Ontario, rappresenta la Spedizione del Fiume Rosso del 1870 trasportando intorno alle cascate sulla sua strada verso la Red River Colony per bloccare Louis Riel.